# Begin Again
«Begin Again» («Начать снова») — песня, написанная американской кантри- и поп-певицей и автором песен Тейлор Свифт для её четвёртого студийного альбома Red. Спродюсированная самой исполнительницей, Данном Хаффом и Нэтаном Чапманом композиция первоначально была выпущена 25 сентября 2012 года как промосингл лейблом Big Machine. Позже песня стала вторым полноценным синглом из альбома. «Begin Again» получила одобрение музыкальных критиков, многие из которых позитивно отметили возвращение Свифт к корням музыки кантри, которая сделала её популярной исполнительницей. Текст песни описывает ситуацию, когда человек влюбляется снова, пережив тяжёлое расставание с предыдущим любовником. Композиция получила коммерческий успех в чартах и достигла седьмого места в Billboard Hot 100 и четвёртого в Canadian Hot 100. Сингл также попал в чарты Великобритании, Новой Зеландии, Ирландии, Испании, Австралии и других стран.

## Предыстория и релиз
Свифт рассказывала, что песня написана «о том моменте, когда ты пережил очень сложные отношения, но в итоге собираешься с силами и впервые идёшь на свидание после ужасного разрыва, и конечно она о повышенной уязвимости, которую вся эта ситуация создаёт». Певица представила композицию в телепрограмме Good Morning America 24 сентября 2012-го. Официальный релиз состоялся в iTunes на следующий день, 25 сентября. Первоначально предполагалось выпустить песню, как промосингл, первый из череды ещё четырёх промосинглов, которые выпустили за неделю до издания четвёртого альбома исполнительницы. Позже было обнародовано, что песня станет вторым синглом из Red. Лимитированная версия сингла на компакт-дисках была выпущена в продажу 23 октября 2012-го и распространялась эксклюзивно через Amazon.com и официальный интернет-магазин Свифт.

## Музыка и текст
«Begin Again» — это кантри-композиция. Песня была написана Свифт и спродюсирована Данном Хаффом, Нэтаном Чапманом и самой певицей. Согласно изданным нотным листам, песня записана в медленном темпе в 76 ударов в минуту, в размере такта в 4/4. Основная гармоническая последовательность композиции, записанной в тональности Соль минор, состоит из аккордов: G — C(add2) — G/B. Вокал Свифт охватывает ноты от D3 до B4.

## Реакция критики
| Оценки критиков      | Оценки критиков |
| Источник             | Оценка          |
| -------------------- | --------------- |
| Country Universe     | B               |
| Entertainment Weekly | (положительная) |
| MuchMusic            | (положительная) |
| Popcrush             | [ 13 ]          |
| Taste of Country     | [ 14 ]          |

Песня получила положительные отзывы от современных музыкальных критиков, многие из которых хвалили Свифт, как автора. Билли Дьюкс из Taste of Country дал композиции 4 балла из пяти, описав её, как «глоток свежего воздуха, который, как мы надеемся, предвосхищает настоящий тон её будущего альбома». Грейди Смит из Entertainment Weekly писал, что композицию можно описать, как «ладно сделанную песню о любви» и отмечал талант Свифт в «схватывании момента из жизни и умении давать ему развернуться, как полноценному рассказу». Джессика Сайгер из Popcrush дала песне 4 балла из пяти, отметив, что «Свифт нарисовала яркую картину первого свидания, которое следует за тяжким разрывом… Она не предсказуема, как в своей личной жизни, так и студийных сессиях. И потому, Тейлор Свифт, мы и салютуем тебе». Обозреватель Roughstock Мэтт Бьорк также дал песне 4 балла из пяти, отметив, что «песня стала огромным шагом вперёд для Тейлор».
В издании The Boot отмечали, что история рассказанная Свифт в песне была «милой» и описывали композицию, как «прекрасную балладу». Джастин Пропер из Under The Gun Review хвалил Свифт за знание, каким образом «делать счастливой её основную аудиторию и именно эту функцию „Begin Again“ и исполняет», также отметив, что песня дала ему «ощущение полёта». В MuchMusic хвалили Свифт, утверждая, что «несмотря на то, что она имеет абсолютную свободу выпускать беззаботные, годные-для-скакания-по-комнате-с-расчёской и взрывные песни, как „We Are Never Ever Getting Back Together“, она также остаётся поэтом и знает, как создать эмоциональные и проникающие в душу песни, которые говорят с её многомиллионной армией фанатов на одном языке». Однако Кевин Джон Койн из Country Universe дал песне смешанную рецензию и оценил в средний балл «B». Он посетовал на то, что песни Свифт постоянно затрагивают одну и туже тему парней, написав, что «несмотря на продолжающееся развитие Свифт, становится очевидной проблема, которая заключается в том, что её чувство собственного достоинства и ощущение счастья неразрывно связано с тем мужчиной, в которого она в данный момент влюблена».

## Награды и номинации
| Год  | Организация             | Награда/работа              | Результат | Ссылка |
| ---- | ----------------------- | --------------------------- | --------- | ------ |
| 2013 | American Country Awards | Female Single of the Year   | Номинация | [ 18 ] |
| 2013 | American Country Awards | Female Video of the Year    | Номинация | [ 18 ] |
| 2013 | American Country Awards | Video of the Year           | Номинация | [ 18 ] |
| 2013 | BMI Awards              | Publisher of the Year       | Победа    | [ 19 ] |
| 2013 | BMI Awards              | Country Awards Top 50 Songs | Победа    | [ 19 ] |
| 2013 | CMT Music Awards        | Female Video of the Year    | Номинация | [ 20 ] |
| 2014 | Grammy Awards           | Best Country Song           | Номинация | [ 21 ] |

## Коммерческий успех
Песня «Begin Again» спустя несколько часов после выхода стала № 1 на iTunes, тем самым став первым синглом, свергнувшим танцхит «Gangnam Style» с трона лидера. «Begin Again» дебютировал в Австралии на двадцатом месте 30 сентября 2012. Трек дебютировал на № 1 в цифровом чарт е Billboard Hot Digital Songs с тиражом в 299 000 цифровых копий в неделю, оканчивающуюся 30 сентября 2012. Он стал пятым для Т. Свифт синглом лидером этого чарта. Как результат экстремально высоких цифровых продаж и радиопрокручиваний песня сразу вошла в десятку лучших в общенациональном сингловом чарте США (№ 7 Billboard Hot 100) 4 октября 2012 года.

## Музыкальное видео
Съёмки видеоклипа к «Begin Again» начались 30 сентября 2012 года в Париже. Режиссёром выступил Филип Эндлмен, ранее снявший для Свифт клип на песню «Safe & Sound». Официальное видео было опубликовано на аккаунте певицы на канале VEVO 23 октября 2012-го, через два дня после релиза альбома Red. Свифт описала его, как «признание в любви Парижу». Она рассказала о съёмках и отмечала: «Там просто показан город и история героини, которая ищет и, в итоге, находит себя».
Видео начинается с кадров, в которых Свифт стоит на мосту, вглядываясь в туман расстилающийся над водой и вспоминая прошедшую любовь. После она прогуливается вокруг дока в красном платье и сидит на берегу озера. В этих сценах видео сравнивали с клипом «Someone Like You» британской певицы Адели и с клипом самой Свифт на песню «Back to December», отметив, что новое видео более позитивное. В Entertainment Weekly назвали видео «ещё одной классической милой историей Свифт».

## Концертные выступления
Свифт исполнила песню «Begin Again» на церемонии вручения наград Ассоциации кантри-музыки 1 ноября 2012 года в Нашвилле. Выступление было зеркальным отражением клипа, в котором Свифт, одетая в красное, пела на сцене парижского кафе в сопровождении аккордеониста. Грейди Смит из Entertainment Weekly сказал, что хотя Свифт не обладает мощным голосом, как её современники, «когда он установлен в правильном месте… я нахожу тон Свифт мягко вызывающим и довольно успокаивающим». В 2023 году Свифт исполнила песню «Begin Again» в качестве сюрприза во время третьего хьюстонского и в 2024 году во время третьего Парижского шоу тура «Eras Tour».

## Список композиций
Цифровой сингл/Компакт-диск
1. «Begin Again» — 3:58

## Участники записи
| - Тейлор Свифт — автор, вокал, продюсер - Данн Хафф — продюсер, электрогитара, цифровая обработка, акустическая гитара - Натан Чапмен — продюсер, акустическая гитара - Стив Маркантонио — запись - Сит Мортон — ассистент звукорежиссёра - Джастин Найбенк — сведение - Дрю Воллмен — ассистент при сведении - Майк «Фрог» Гриффит — координатор записи - Джейсон Кэмпбелл — координатор записи | - Том Буковас — электрогитара - Пол Френк — гитара - Илья Тошинский — мандолин - Джимми Слоас — бас - Джонатан Юдкин — скрипка - Чарли Джадж — b-3 орган, синтезаторы, струнные, аккордеон, фортепиано - Аарон Стерлинг — ударные - Кейтлин Эвансон — бэк-вокал - Скотт Борчетта — исполнительный продюсер |  |

## Чарты
| Чарт (2012)                         | Высшая позиция |
| ----------------------------------- | -------------- |
| Австралия (ARIA)                    | 20             |
| Канада (Billboard Canadian Hot 100) | 4              |
| Ирландия (IRMA)                     | 25             |
| Новая Зеландия (Recorded Music NZ)  | 11             |
| Испания (PROMUSICAE)                | 35             |
| Великобритания (UK Singles Chart)   | 30             |
| США (Billboard Hot 100)             | 7              |
| США (Billboard Hot Country Songs)   | 10             |
| США (Billboard Country Airplay)     | 3              |
| США (Billboard Digital Songs)       | 1              |

| Чарт (2012)                      | Позиция |
| -------------------------------- | ------- |
| US Country Songs (Billboard)     | 100     |
| Чарт (2013)                      | Позиция |
| US Country Airplay (Billboard)   | 48      |
| US Hot Country Songs (Billboard) | 57      |

## Сертификации
| Регион | Сертификация | Продажи    |
| --- | ------------ | ---------- |
| Австралия (ARIA) | Платиновый   | 70 000     |
| Бразилия (ABPD) | Золотой      | 30 000     |
| Канада (Music Canada) | Золотой      | 40 000*    |
| США (RIAA) | Платиновый   | 1 000 000* |
| * Данные о продажах приведены только на основе сертификации. · Данные о продажах + прослушиваниях приведены только на основе сертификации. |              |            |

## Begin Again (Taylor’s Version)
Перезаписанная версия «Begin Again» вышла 12 ноября 2021 года на лейбле Republic Records.
6 августа 2021 года Свифт объявила, что перезаписанная версия «Begin Again» под названием «Begin Again (Taylor’s Version)» будет включена в качестве 16-го трека в её второй перезаписанный альбом с таким же названием, который выйдет 19 ноября 2021 года на Republic Records. Позднее дата релиза была перенесена на неделю раньше. Свифт опубликовала официальный трек-лист альбома 6 августа 2021 года.

### Чарты
| Чарт (2021)                         | Высшая позиция |
| ----------------------------------- | -------------- |
| Канада (Billboard Canadian Hot 100) | 61             |
| Мир (Billboard Global 200)          | 76             |
| США (Billboard Hot 100)             | 77             |
| США (Billboard Hot Country Songs)   | 25             |